# 스테판 야네프

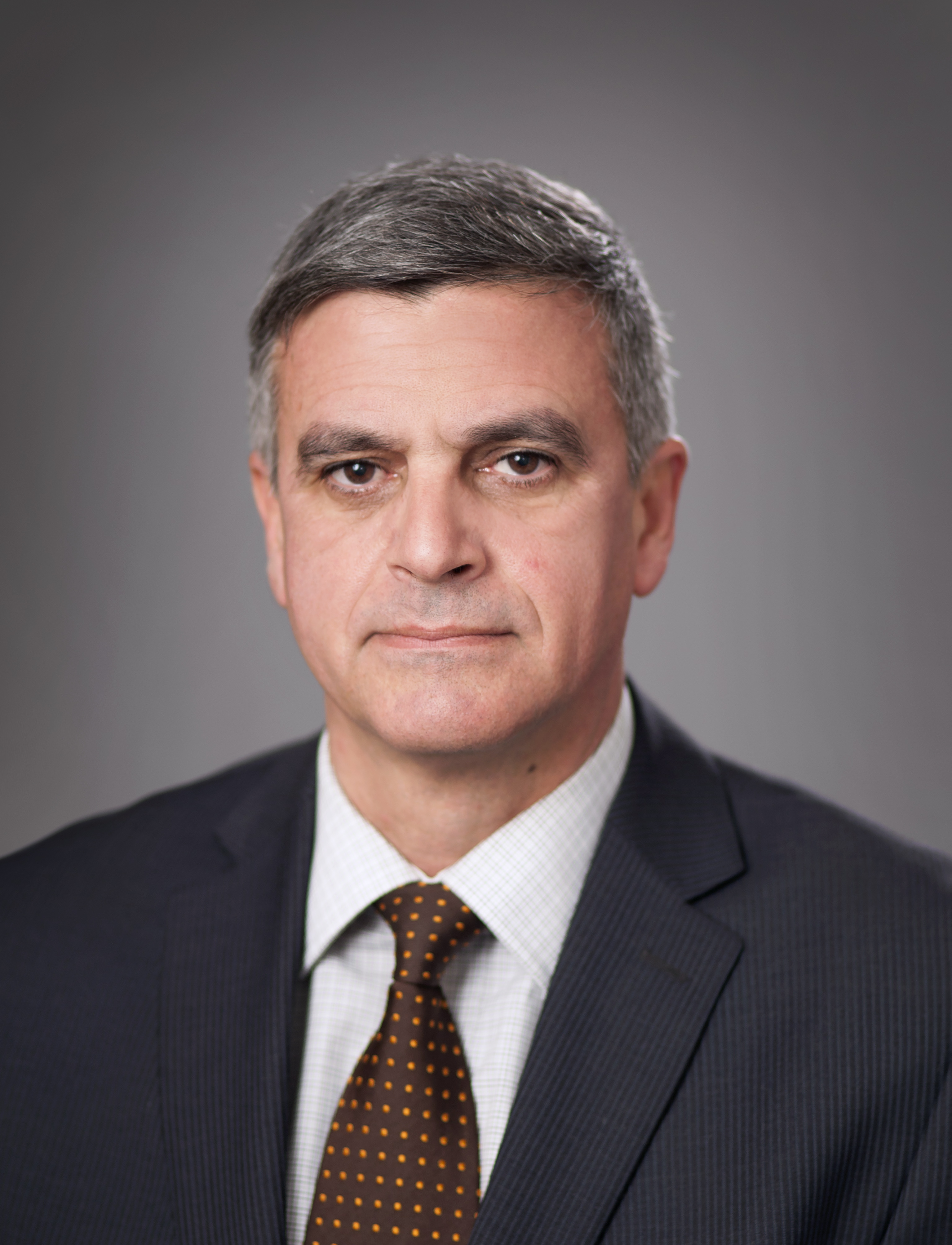
스테판 야네프

스테판 딘체프 야네프(불가리아어: Стефан Динчев Янев)는 불가리아 육군 장교이자 여단장으로, 2017년 1월부터 5월까지 오그냔 게르지코프가 이끄는 불가리아 선거 관리 정부에서 부총리 겸 국방부 장관으로 재직했으며, 2021년 5월부터 12월까지는 불가리아 총리로 재직했다. 2021년 12월 13일부터는 키릴 페트코프가 이끄는 정규 정부에서 불가리아 국방부 장관을 맡고 있다.